# Helmeryk von Würzburg
Helmeryk von Würzburg, także Helemrich von Wirzeburch, Almericus de Wurzeborg (urodz. ?, zm. wiosna 1263 pod Lubawą) – mistrz krajowy Prus w latach 1262-1263.

## Życiorys
Helmeryk pochodził z Würzburga (stąd przydomek „von Würzburg”). Wywodził się z bogatej rodziny ministeriałów związanych z miejscowymi biskupami. Ojciec Helmeryka, Hartwig, był kuchmistrzem w królewskiej rezydencji w Rothenburg ob der Tauber. Do zakonu krzyżackiego wstąpił w roku 1237 w Würzburgu. Z komandorią w rodzinnym mieście związany był długo, gdyż źródła potwierdzają jego obecność w Würzburgu jeszcze w 1246 roku. Następnie przeniesiony został do Ziemi Świętej. Związany z ówczesnym wielkim mistrzem Popponem von Osternohe pełnił funkcje szatnego zakonu oraz zastępcy marszałka zakonu. Do Prus przybył jako pełnomocnik wielkiego mistrza Anno von Sangerhausena. Celem wizyty pełnomocnika wielkiego mistrza na obszar prowincji nadbałtyckich była ocena rządów mistrza krajowego oraz pomoc w zaprowadzeniu porządku w trudnym okresie pierwszej fazy drugiego powstania pruskiego. Sytuacja w Prusach była na tyle krytyczna, że Helmeryk von Würzburg postanowił sam przejąć rządy, usuwając z funkcji mistrza krajowego Harmuda von Grumbacha. Nową funkcję pełnił blisko rok. Wiosną 1263 roku podjął nieudaną próbę rozbicia oddziałów pruskich dowodzonych przez Monte. Do bitwy, w której Helmeryk von Würzburg wraz z czterdziestoma innymi braćmi zakonnymi poniósł śmierć, doszło pod Lubawą. Ciało poległego mistrza krajowego złożono w katedrze w Chełmży.